# Clash of the Titans
Clash of the Titans är en amerikansk-brittisk fantasyfilm från 2010, regisserad av Louis Leterrier och med Sam Worthington som spelar huvudrollen som den grekiska hjälten Perseus. Den är en nyinspelning av filmen med samma namn (som på svenska hette Gudarnas krig) från 1981 och är löst baserad på berättelsen om Perseus i den grekiska mytologin. Filmen hade Finlandspremiär den 26 mars 2010 och Sverigepremiär den 14 april 2010.

## Handling
Halvguden Perseus (Sam Worthington), som hittades till sjöss som spädbarn av en grekisk fiskare (Pete Postlethwaite), växer upp till en stark man men utan någon aning om hans himmelska ursprung  tills hans vaksamma väktare, Io (Gemma Arterton), avslöjar för honom att han är son till guden Zeus (Liam Neeson). När Zeus bror Hades (Ralph Fiennes) avsiktligt mördar Perseus familj lovar Perseus att visa gudarna om vad mänskligheten kan vålla för skada på deras skapare. Därefter ger sig Perseus och en liten grupp soldater ut på en resa för att hitta ett sätt att stoppa ett kolossalt havsvidunder vid namn Kraken, som Hades skulle släppa lös om inte människorna skulle offra den vackra prinsessan Andromeda (Alexa Davalos) av kungariket Argos. Under resan kommer Perseus och soldaterna att få möta de tre ödesgudinnorna, slåss med monstret Calibos (Jason Flemyng), strida mot jätteskorpioner och stå öga mot öga med Medusa (Natalia Vodianova), den fruktade gorgonen vars blick har kraften att förvandla män till sten.

## Om filmen
- Filmen har också släppts i 3D.
- En uppföljare är släppt Wrath of the Titans (30 mars 2012).

## Rollista
- Sam Worthington - Perseus, en halvgud som är son till Zeus.
- Liam Neeson - Zeus, de grekiska gudarnas konung, och far till Perseus.
- Ralph Fiennes - Hades[2], underjordens gud
- Gemma Arterton - Io[2], en kvinna som har förhäxats av evigt liv och som följer med Perseus på hans äventyr.
- Alexa Davalos - Andromeda, prinsessa av Argos och dotter till Kepheus och Kassiopeia.[2][5]
- Jason Flemyng - Akrisios/Calibos[2], Argos före detta kung, som har förvandlats till ett fruktat odjur.
- Tine Stapelfeldt - Danaë, hustru till Akrisios, och mor till Perseus.
- Mads Mikkelsen - Draco - ledaren av Praetoriangardet.[2][6]
- Nicholas Hoult - Eusebius, soldat av Praetoriangardet.
- Hans Matheson - Ixas, soldat av Praetoriangardet.
- Liam Cunningham - Solon, soldat av Praetoriangardet.
- Ian Whyte - Sheikh Sulieman, en Djinn som går med Perseus på hans äventyr.
- Jamie Sives - En befälhavare.
- Pete Postlethwaite - Spyros,[7] Perseus fosterfar
- Elizabeth McGovern - Marmara, Perseus fostermor.
- Polly Walker - Kassiopeia, drottning av Argos, hustru till Kepheus och mor till Andromeda.
- Vincent Regan - Kepheus, kung av Argos, gift med Kassiopeia och far till Andromeda.
- David Kennedy - en general till Kepheus.
- Kaya Scodelario - Peshet, Andromedas tjänarinna.
- Luke Treadaway - Prokopion, en sektledare som övertalar folket av Argos till att offra Andromeda.
- Izabella Miko - Athena[8], krigets och visdomens gudinna.
- Danny Huston - Poseidon[9], havets gud.
- Tamer Hassan - Ares, krigets gud.
- Luke Evans - Apollon, solens gud.
- Nathalie Cox - Artemis, jaktens gud.
- Nina Young - Hera, äktenskapens gudinna.
- Agyness Deyn - Afrodite, kärlekens gud.
- Paul Kynman - Hefaistos, smideskonstens gud.
- Alexander Siddig - Hermes,  gudarnas budbärare.
- Charlotte Comer - Demeter, jordens gud.
- Jane March - Hestia, härdens gud.
- Natalia Vodianova - Medusa, ett kvinnligt monster i form av en gorgon.
- Mouloud Achour - Kucuk
- Ross Mullan - Pemphredo
- Ashraf Barhom - Ozal